# Chia-Shun Yih
Chia-Shun Yih (* 1918 in Guiyang, Guizhou, China; † 25. April 1997 bei Tokio) war ein US-amerikanischer Ingenieurwissenschaftler, der sich mit Hydrodynamik befasste.

## Leben
Yih begann sein Studium während der Wirren der japanischen Besetzung in China an der ins Hinterland evakuierten Nationalen Zentraluniversität (ursprünglich in Nanjing) mit dem Abschluss 1941. Danach arbeitete er im Wasserbaulabor in Guanxian, im Brückenbau-Büro in Guizhou und an der Universität von Guizhou. 1945 ging er als einer von 42 in ganz China durch Prüfungen ausgewählten Studenten in die USA an die University of Iowa, an der er 1948 promoviert wurde. 1949 heiratete er – aus der Ehe gingen zwei Söhne und eine Tochter hervor. Er unterrichtete an verschiedenen Universitäten in den USA und Frankreich, bevor er 1956 als Associate Professor an die University of Michigan ging, an der er 1958 Professor für Hydrodynamik wurde. 1967 wurde er dort Stephen P. Timoshenko Distinguished University Professor und 1974 hielt er die Henry Russel Lecture. 1988 emeritierte er, blieb aber wissenschaftlich aktiv.
1985 erhielt er den Hydrodynamik-Preis der American Physical Society, 1989 den Otto-Laporte-Preis und 1981 die Von-Karman-Medaille. Außerdem erhielt er den Humboldt-Forschungspreis (1977/78) und war Guggenheim Fellow (1964). Er war Fellow der American Physical Society, der National Academy of Engineering und Mitglied der Academia Sinica.
Er sprach fließend Deutsch und Französisch. Als Hobby war er Siegel-Künstler.

## Schriften
- Dynamics of nonhomogeneous fluids, Macmillan 1960 (Neuausgabe als: Stratified Flows, 2. Auflage, Academic Press 1980)
- Fluid Mechanics: a concise introduction to the theory, McGraw Hill 1969 (Neuausgabe West River Press, Ann Arbor 1977)